# Bathycuma brevirostre
Bathycuma brevirostre är en kräftdjursart som först beskrevs av Norman 1879.  Bathycuma brevirostre ingår i släktet Bathycuma och familjen Bodotriidae. Inga underarter finns listade i Catalogue of Life.